# Barito
Pour les articles homonymes, voir Barito (homonymie).
Le Barito est un fleuve de Kalimantan, la partie indonésienne de l'île de Bornéo.C'est le second plus long fleuve de Bornéo. Le Barito arrose la ville de Banjamarsin.